# Manoel Dias de Oliveira
Nota: se você procura o pintor de nome semelhante veja Manuel Dias de Oliveira.

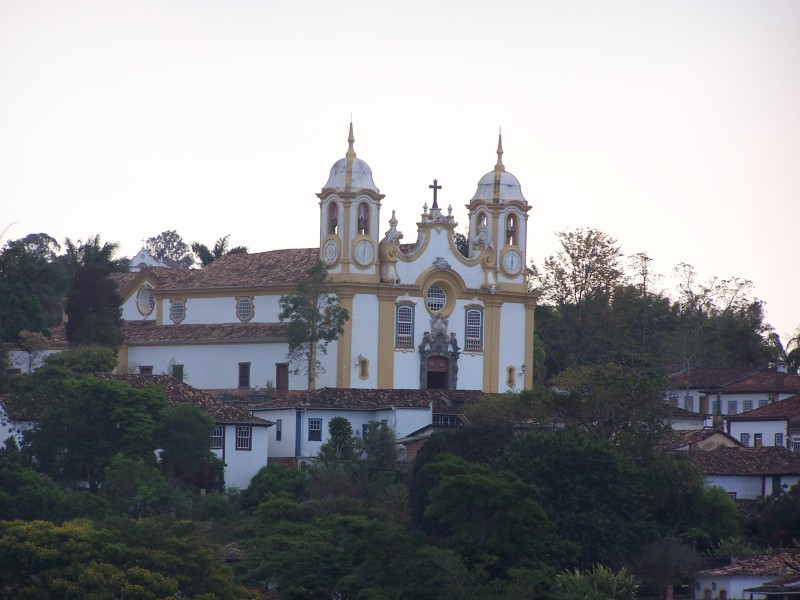
Matriz de Santo Antônio - onde Manuel Dias de Oliveira atuou como mestre de capela (responsável pela música)

Manuel Dias de Oliveira (?, 1734 ou 1735 - Vila de São José, atual Tiradentes, 1813) foi compositor, calígrafo e capitão (militar) brasileiro. 
Por conta de um censo (levantamento sobre o número de habitantes em cada residência, com detalhes das idades e demais condições existenciais, se “cativos” ou “libertos”) na Vila de São José (atual Tiradentes), elaborado em 1795, sabemos que Manuel Dias de Oliveira contava então com 60 anos de idade – o que leva a crer que ele tenha nascido entre 1734 e 1735. O seu local de nascimento, contudo, permanece desconhecido. Apenas se sabe que desde a década de 60 do século XVIII até a sua morte, em 1813, residiu na Vila de São José (hoje Tiradentes), tendo servido como capitão (patente militar de oficial intermediário) de um regimento de infantaria (ordenança ou tropa auxiliar a pé) de homens pardos libertos no Arraial da Laje (hoje Resende Costa), bem como calígrafo e compositor das principais irmandades na Comarca do Rio das Mortes, entre elas, não apenas da Vila de São José, mas também na Vila de São João d’El Rey (então cabeça da Comarca) e Arraial de Nossa Senhora da Piedade da Borda do Campo (hoje Barbacena), além de outras comarcas.   
Pela sua caligrafia e pela sua poíesis (processo inventivo de elaboração de obra de linguagem – ofício de compositor na música), sabemos que se tratava de um intelectual com uma formação educacional diferenciada, mesmo que não possamos saber onde nem como ou com quem estudou.   
Manuel Dias de Oliveira foi descrito como “pardo forro” (ex-escravizado) nos documentos de época. Foi mencionado post mortem pela sua “harmoniosa música de um raro engenho” – a condição de excelência de um compositor – na Gazeta do Rio de Janeiro, a 12 de junho de 1816, por ocasião das exéquias de Maria I. Seu moteto Miserere está entre as solfas coloniais com maior número de cópias – ainda hoje encontradas em arquivos mineiros, paulistas, cariocas e portugueses. Os seus motetos Eu vos adoro (em Dó maior e em Mi menor), Herói que busca, Encomendação de Almas e Amante Supremo, entre outros, remontam à devoção popular não litúrgica cantada em vernáculo – o que é sui generis não apenas para a Capitania de Minas Gerais, mas para todo o Reino de Portugal, dada a raridade no gênero.   
Além do moteto Miserere para contralto solo para 4 vozes e baixo contínuo; destacam-se outras obras suas, como um Te Deum em Si menor, a Visitação das Dores para oito vozes e instrumentos; várias séries de Motetos de Passos para oito vozes e instrumentos e Sábado Santo - incluindo um Magnificat em Ré maior. 

## Outras referências
- Resumo biográfico
- Dias, Sérgio. Encarte do CD Manoel Dias de Oliveira - Sacred Music from 18th century Brasil, vol. II. Suíça: Claves Records/Ensemble Turicum, 1997.
- RICCIARDI, Rubens Russomanno (2001). Manuel Dias de Oliveira: esboço biográfico e a partitura de Eu vos adoro. In: NERY, Rui Vieira. A Música no Brasil Colonial. Lisboa: Fundação Calouste Gulbenkian, p.235-292.